# Архијерејско намесништво прешевско
Архијерејско намесништво Прешевско је једна од четири организационе јединице Српске православне цркве у Епархији врањској, са седиштем у Бујановцу. Намесништво опслужује вернике из  општина Прешево, Бујановац и Трговиште. У свом саставу има - сакралне објеката изграђена у периоду од 19 до 21. века. У последњих двадесет година цркве намесништва доведене су у функционално стање неопходно за Богослужење верујућег народа.

## Значај
Споменичко наслеђе са простора ове Епархије заузима значајно место у културној ризници Србије и Балкана. На територији која је у њеној надлежности налазе се укупно три општине са 50 храмова.

## Списак цркава
| Списак цркава Архијерејског намесништва Прешевског у општини Прешево |

1. Црква Светог великомученика Димитрија у Прешеву
2. Црква Светог Јована Крститеља у Трнави
3. Црква Светог великомученика Георгија у Чукарки
4. Црква Светог архангела Гаврила у Рељану
5. Црква Свете преподобне мати Параскеве у Рајинцу

| Списак цркава, испосница и црквишта Архијерејског намесништва Прешевског у општини Бујановац |

1. Црква Светих апостола Петра и Павла у Бујановцу
2. Црква Светог Јована Богослова у Српској Кући
3. Црква Светог Вазнесења Господњег у Караднику
4. Црква Свете Преподобне мати Параскеве у Раковцу
5. Црква Светог великомученика Георгија у Лопардинцу
6. Црква Светих цара Константина и царице Јелене у Великом Трновцу
7. Црква Свете Преподобне мати Параскеве у Лучану
8. Црква Светог пророка Илије у Левосоју
9. Црква Светог апостола и јеванђелисте Марка у Биљачи
10. Црква Светог оца Николаја Мирликијског Чудотворца у Братоселцу
11. Црква Сабора свих Српских Светитеља у Божињевцу
12. Црква Преполовљења празника Педесетнице у Жужељици
13. Црква Светог великомученика Прокопија у Љиљанцу
14. Црква Светог Симеона Столпника у Богдановцу
15. Црква Свете Тројице у Жбевцу
16. Црква Светог великомученика Георгија у Кршевици
17. Црква Светог оца Николаја Мирликијског Чудотворца у Клиновцу
18. Црква Светих цара Константина и царице Јелене у Куштици
19. Црква Свете преподобне мати Параскеве у Кленикама
20. Црква Светог оца Николаја Мирликијског Чудотворца у Брњару
21. Црква Светог пророка Илије у селу Сејаце
22. Црква Светог преподобног Сисоја Великог у Старцу
23. Црквиште Светог апостола Петра и Павла у Јабланици
24. Црквиште Свете Тројице у Старцу
25. Црквиште у Свињишту
26. Црквиште Светог Георгија у Спанчевцу
27. Црквиште у Бараљевцу
28. Црквиште у Воганцу
29. Црквиште у Узову
30. Црквиште у Претини
31. Црквиште у Себрату

| Списак цркава, капела и црквишта Архијерејског намесништва Прешевског у општини Трговиште |

1. Црква Светог оца Николаја Мирликијског Чудотворца у Трговишту
2. Црква Свете Тројице у Марганцу
3. Црква Усековања главе Светог Јована Крститеља у Новом Селу
4. Црква Преноса моштију Светог оца Николаја Мирликијског Чудотворца у Шапранцу
5. Црква Светог Јована Богослова у Шајинцу
6. Црква Светог архангела Гаврила у Доњој Трници
7. Црква Успења Пресвете Богородице у Просечнику
8. Црква Свете преподобне мати Параскеве у Лесници
9. Црква Свете Тројице у Сурлици
10. Капела Свете преподобне мати Параскеве у Сурлици
11. Црква Свете Тројице у Зладовцу
12. Црква Светих апостола Петра и Павла у Доњем Стајевцу
13. Црква Светог пророка Илије у Радовници
14. Црквиште Горновац